# Oglasa cornuta
Oglasa cornuta là một loài bướm đêm trong họ Noctuidae.